# حجم السلع الإجمالي
يمثل حجم السلع الإجمالي (القيمة) أو ACV إجمالي حجم المبيعات السنوية لبيع التجزئة الذي يمكن تجميعه من متاجر الأفراد حتى المجموعات الجغرافية الأكبر. وعادة ما يضخ هذا المجال ملايين الدولارات (ملايين الدولارات) في الولايات المتحدة، ولكن ربما يمكن تمثيله بالعملات الأخرى حسب الحاجة.
ويشتمل إجمالي المبيعات بالدولار الذي يدخل في حجم السلع الإجمالي على المخزون الكلي لقائمة جرد المبيعات، فضلاً عن مبيعات فئة معينة من المنتجات - ولذلك ظهر مصطلح «حجم السلع الإجمالي».
ومن ثم، يرتبط حجم السلع الإجمالي بمفهوم التسويق الرئيسي للـ تعيين (التوزيع). تحدد مقاييس التوزيع مدى إتاحة المنتجات المباعة من خلال بائعي التجزئة، وعادة ما تكون نسبة مئوية من جميع المنافذ المحتملة. وفي كثير من الأحيان، يتم السيطرة على هذه المنافذ من خلال حصصها من مبيعات السلعة أو مبيعات «إجمالي السلع». أما بالنسبة للمسوقين الذين يبيعون من خلال البائع الثاني، فيمكن أن تكشف مقاييس التوزيع عن النسبة المئوية لوصول هذه العلامة التجارية للأسواق. وإن جهود تحقيق التوازن في الشركة بعملية «الدفع» (بناء والحفاظ على دعم البائع الثاني والتوزيع) و«الجذب» (تزايد طلب العملاء) هي الاهتمام الإستراتيجي المستمر للمسوقين.

## الغرض
يُنظم حجم السلع الإجمالي قدرة الشركة على توصيل المنتج للعملاء فيما يتعلق بالمبيعات الإجمالية بين المنافذ التي تحمل العلامة التجارية.

## الهيكل البنائي
يُعد حجم السلع الإجمالي (حجم السلع الإجمالي) هو المقياس المرجح لإمكانية الحصول على المنتج أو التوزيع، بناء على إجمالي السلع في المتاجر. وبعبارة أخرى، يُعد حجم السلع الإجمالي هو النسبة المئوية للمبيعات في جميع الأصناف الموجودة في المتاجر التي تقدم علامة تجارية (مرة أخرى، على الأقل واحدة من وحدة كود تعريف البضاعة لتلك العلامة التجارية) (لاحظ أن: حجم السلع الإجمالي يمكن التعبير عنه كنسبة مئوية أو كقيمة الدولار (المبيعات الإجمالية للمتاجر التي تقدم العلامة التجارية).
توزيع حجم السلع الإجمالي (%) =
100 × المبيعات الإجمالية للمتاجر التي تقدم العلامة التجارية (الدولار) ÷ المبيعات الإجمالية لجميع المنافذ (الدولار) 

## مناقشة استخدام حجم السلع الإجمالي
فهو نسبة البيع السنوي بالدولار لمنطقة جغرافية بملايين الدولارات.
فعند تقسيم المبيعات الإجمالية للمنفذ إلى كتل حجم السلع الإجمالي بملايين الدولارات، سيسمح ذلك بـ تقييم السوق الطبيعية مختلفة الحجم أو حجم بائعي التجزئة. ربما تكون الحصة الكبيرة من المبيعات في دي موين بنفس أهمية وجود حصة أقل في مدينة نيويوركأو لا. ومن الممكن إيجاد حل في الحالة المذكورة أعلاه من خلال تقسيم المبيعات إلى معدل المبيعات مقدر بملايين الدولارت بغض النظر عن المنفذ.

### أمثلة الحساب
نفترض أن هناك اثنين من بائعي التجزئة في الأجهزة في المدينة.
- يفتخر الأول بملكية خمسة متاجر كبيرة بمواقع مختلفة تحقق حجم إجمالي المبيعات (المبيعات الإجمالية لجميع المنتجات) يقدر بمبلغ 15 مليون دولار أسبوعيًا.
- وقد يمتلك البائع الثاني خمسة متاجر في مواقع مختلفة، ولكنها قد تكون صغيرة الحجم، حيث يقدر متوسط حجم السلع الإجمالي فقط بمبلغ 5 ملايين دولار أسبوعيًا.
- يبلغ حجم السوق الإجمالي عشرة متاجر للأجهزة ويبلغ حجم السوق لإجمالي السلع 100 مليون دولار.

بافتراض أن عدة أدوات تقوم شركة ما بإنتاجها توزع على سلسلة المتاجر أصغر، فتتمثل بوضوح في نصف (50%) مواقع المتاجر. ومع ذلك، لا توزع على المتاجر بالتساوي بناء على الأرقام المذكورة أعلاه؛ فربما تحقق عدة الأدوات ربع حجم السوق لإجمالي السلع (25%).
وفي حالة التحويل نموذج التوزيع داخل المتجر الكبير للبيع بالتجزئة، فربما يتم توزيع عدة الأدوات بصورة مماثلة على نصف المتاجر، ولكن تمثل هذه المتاجر 75% من حجم السوق لإجمالي السلع.
فعند الاختيار، عادةً ما يُفضل أصحاب البضائع توزيعها على المتاجر ذات الأحجام الأكبر وذلك لاحتمال تحقيق مبيعات أكثر. لذا يُنفق العديد من المستهلكين المزيد من الدولارات الإجمالية في هذه المنافذ، مما يشير إلى المزيد من التجارة و/أو متوسط الإنفاق لكل مستهلك.
وبالنسبة لدوائر التسويق والمبيعات، تكون النسبة المئوية لمتاجر بيع المنتج داخليًا أقل نسبيًا من حصة المنتج من قيمة حجم إجمالي السلع في المتجر.

## أمثلة التطبيق
استنادًا إلى التطبيقات المنطقية المذكورة أعلاه، تكون التطبيقات الأكثر شيوعًا لتقييم حجم إجمالي السلع على النحو التالي::
- الأهمية الشاملة لأحد بائعي التجزئة مقابل غيره من حيث حجم المبيعات أو حتى المواقع الجغرافية (على سبيل المثال، مترو نيويورك مقابل مترو أوماها)
- يكون لمنتج (على سبيل المثال المايونيز)، أو حتى مجموعة منتجات (على سبيل المثال، بقالة البضائع الجافة) نسبة متوسطة من المبيعات اليومية التي تقدر بمليون دولار في منافذ البيع، والتي تمثل الأهمية الكلية لهذا المنفذ.
- وكما هو مذكور في المثال أعلاه، يمكن قياس توزيع المنتج أو مجموعة من المنتجات المجمعة بطريقة التقييم - ما هي النسبة المئوية لإجمالي حجم السوق لجميع السلع التي تقوم بالبيع الفعلي للمنتج في (أي، تظهر على الرف)؟
- فيما يخص الحصة أعلاه، فربما يكون لمنتج أو مجموعة من المنتجات معدل مبيعات على كل مليون دولار من حجم السلع الإجمالي. حيث يسمح هذا للمقارنة بين كيفية البيع الجيد للمنتج في منفذ واحد مقابل آخر بغض النظر عن التوزيع بشكل عام. غالبًا ما يشار لهذا باسم «سرعة المبيعات المنظمة».
- ما هي النسبة المئوية لحجم السلع الإجمالي بالدولار في السوق التي يحققها المنتج أو مجموعة من المنتجات من الترويج التجاري مثل الإعلانات المميزة، داخل المتجر عرض مركز البيع أو الكوبونات وغيرها. ومن ثم، يمكن للشخص استنتاج كم مرة تم فيها دعم الترويج الإضافي مقابل آخر.

## وصلات خارجية
- MASB Official Website